# An sezonier
Anul sezonier este timpul între repetări succesive ale unui eveniment sezonier, ca de exemplu inundația unui râu, migrația unor specii de păsări sau înflorirea unor specii de plante.
Necesitatea pentru fermieri de a prezice evenimentele sezoniere a condus la dezvoltarea calendarelor. Totuși, variabilitatea de la an la an a evenimentelor sezoniere (datorată schimbărilor climatice sau doar variației aleatorii) face ca anul sezonier să fie foarte dificil de măsurat. De exemplu, vechii egipteni au folosit răsăritul heliacal al lui Sirius pentru a prezice inundațiile Nilului.
Un studiu al înregistrărilor de temperatură pe ultimii 300 de  ani sugerează că anul sezonier este guvernat mai degrabă de „anul anomal” decât de anul tropic. Această sugestie este surprinzătoare deoarece s-a considerat că sezoanele sunt determinate de înclinarea axială a Pământului. Cele două tipuri de ani diferă doar cu 4 zile în 300 de ani, astfel încât rezultatul lui Thompson poate să nu fie semnificativ. Totuși, rezultatul nu este nerațional. Sezoanele pot fi considerate ca un sistem oscilator condus de două inputuri cu frecvențe puțin diferite: inputul total al energiei de la soare variază cu anul anomal, în timp ce distribuția acestei energii între emisfere variază cu anul tropic. În alte situații fizice, sistemele oscilatorii conduse de cele două frecvențe similare se pot contopi întrunul. Un punct de vedere care trebuie să fie luat în  considerare este că oscilația care apare din înclinarea axială este mult mai mare decât cea care apare din distanța de la soare.